# Korfia tsugae
Korfia tsugae är en svampart som först beskrevs av E.K. Cash & R.W. Davidson, och fick sitt nu gällande namn av J. Reid & Cain 1963. Korfia tsugae ingår i släktet Korfia och familjen Hemiphacidiaceae.   Inga underarter finns listade i Catalogue of Life.